# Nawsie (Szczekociny)
Nawsie – dawna wieś, od 1923 w granicach miasta Szczekociny. Rozciąga się w rejonie ulicy Senatorskiej na wschód od centrum miasta.

## Historia
Nawsie to dawniej wieś. Do 1923 należała do gminy Rokitno w powiecie włoszczowskim, początkowo w guberni kieleckiej, a od 1919 w woj. kieleckim. 
1 stycznia 1923 wieś i dwór Nawsie weszły w skład reaktywowanego miasta Szczekociny.